# Agnese di Borgogna (1407-1476)
Agnese di Borgogna (1407 – 1º dicembre 1476) fu duchessa consorte di Borbone, duchessa consorte d'Alvernia, Contessa consorte di Clermont e contessa cosorte di Forez, dal 1434 al 1456.

## Origine
Secondo lo storico e genealogista francese, Pierre de Guibours, detto Père Anselme de Sainte-Marie o più brevemente Père Anselme, nel suoHistoire généalogique et chronologique de la maison royale de France, Agnese era figlia del conte di Nevers, Duca di Borgogna, conte di Borgogna (Franca Contea), Artois e Fiandre, Giovanni senza Paura e della moglie, Margherita, figlia del duca di Baviera-Straubing Alberto I, conte di Hainaut e di Olanda e di Margherita di Brieg, che, secondo il continuatie IV della Chronologia Johannes de Beke era la figlia quintogenita (femmina terzogenita) del duca di Baviera, conte d'Olanda e Zelanda e conte d'Hainaut, Alberto I e della moglie, Margherita di Brieg, figlia di Ludovico I il Giusto e di sua moglie Agnese di Sagan (sia il matrimonio che la paternità sono confermati dal Scriptores rerum silesiacarum: oder, Sammlung schlesischer ..., Volume 1).
Giovanni senza Paura, ancora secondo Père Anselme, era figlio del duca di Turenna e duca di Borgogna, Filippo II l'Ardito e di Margherita di Male, erede delle contee di Fiandra, di Nevers, di Rethel, di Borgogna e d'Artois, e pretendente dei ducati di Brabante e Limburgo, che era figlia del conte di Fiandra, di Nevers e di Rethel, e futuro conte di Borgogna e d'Artois, Luigi II di Male, e di Margherita di Brabante (1323 † 1368).

## Biografia

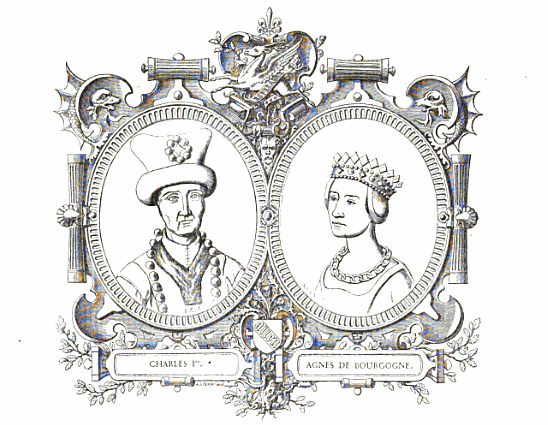
Agnese e Carlo I di Borbone

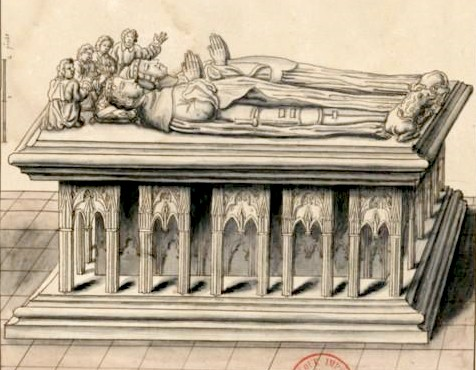
Monumento funebre di Agnrese e Carlo I di Borbone

Agnese, figlia di Giovanni di Borgogna e Margherita di Baviera, fu fidanzata a Carlo I di Borbone, nel 1418: secondo lo scrittore e uomo politico, originario del borbonese, Simon de Coiffier de Moret, nel suo Histoire du Bourbonnais et des Bourbons qui l'ont possédé, Volume 1, Carlo, schierato con la fazione degli Armagnacchi, si trovava a Parigi, quando, nel maggio del 1418, i Borgognoni conquistarono la città, andarono al potere e numerosi armagnacchi, tra cui Carlo, vennero arrestati e imprigionati; Carlo fu liberato a condizione che si schierasse col capo della fazione dei Borgognoni, il duca di Borgogna, Giovanni senza Paura, che gli propose il fidanzamento, accettato da Carlo, con sua figlia, Agnese. Carlo divenne seguace del futuro suocero, Giovanni senza Paura, che governava in nome della regina.
Carlo era tra coloro che, nel 1419, scortarono Giovanni all'incontro di Montereau, dove non fu siglata la pace col delfino, Carlo, ma Giovanni senza Paura fu assassinato.
L'anno dopo, quando il delfino venne diseredato, e la sorella Caterina fu dichiarata erede del regno, Carlo si schierò apertamente col delfino, allontanandosi dal futuro cognato, Filippo III il Buono, nuovo duca di Borgogna.
Questa situazione portò anche una dilazione al progettato matrimonio con Agnese, come ci conferma il documento n° 5204 dei Titres de la maison ducale de Bourbon, datato 13 gennaio 1424, in cui la madre di Carlo, Maria di Berry, si scusa con il duca di Borgogna per il rinvio del progettato matrimonio di Carlo con Agnese.
Il contratto di matrimonio di Agnese e Carlo, secondo il documento n° 5244 dei Titres de la maison ducale de Bourbon, fu redatto il 4 febbraio 1425 ed il 17 settembre 1425, a Autun, Borgogna, venne celebrato il matrimonio tra Agnese e Carlo, che, sia secondo Père Anselme, che secondo Simon de Coiffier de Moret, era il figlio primogenito del quarto Duca di Borbone, Conte di Clermont e conte di Forez, Giovanni I e della moglie, la duchessa d'Alvernia e contessa di Montpensier, Maria di Berry, che, secondo ancora Père Anselme era la figlia quartogenita del duca di Berry e d'Alvernia e conte di Poitiers e Montpensier, Giovanni di Francia (1340 † 1416) e della prima moglie Giovanna d'Armagnac (24 giugno 1346-1387).

Agnese divenne duchessa nel 1434: il 5 febbraio 1434, suo suocero Giovanni I morì in prigionia, il marito Carlo succedette al padre nei titoli di duca di Borbone, Conte di Clermont e conte di Forez, Carlo I, come da volontà testamentarie di Giovanni I.
Nello stesso anno, sua suocera, Maria, morì a Lione, pochi mesi dopo il marito, nel giugno del 1434 e nel Ducato d'Alvernia, le succedette Carlo, il primogenito, mentre nella Contea di Montpensier, le succedette il figlio cadetto, Luigi.
In quel periodo Agnese e Carlo persuasero il rispettivo fratello e cognato, Filippo III di Borgogna ad abbandonare l'alleanza con gli inglesi e a riavvicinarsi al re di Francia, e Carlo rappresentò Carlo VII al Trattato di Arras, del settembre 1435, che sancì la pace tra Armagnacchi e Borgognoni.
Agnese rimase vedova, nel 1456: suo marito si spense infatti il 4 dicembre e fu tumulato nella chiesa del Priorato di Souvigny.
Alla sua morte, gli succedette il figlio Giovanni (1427-1488), come Giovanni II.
A Giovanni II poi succedette il fratello Carlo, cardinale Arcivescovo di Lione che, dopo aver retto il ducato per pochi mesi, vista la sua posizione, concesse il ducato al fratello minore, Pietro.
Agnese morì il 1º dicembre 1476 e fu inumata nella cappella del Priorato di Souvigny, accanto al marito.

## Figli
Agnese a Carlo diede undici figli:
- Giovanni (1426-1488), duca di Borbone[17];
- Maria (v. 1428-1448), sposa di Giovanni II di Lorena (1425-1470), duca di Lorena e Calabria[22];
- Filippo (nato verso il 1430), signore di Beaujeu, morto giovane[17];
- Carlo (1433-1488), arcivescovo di Lione (1444), cardinale (1476), duca di Borbone (1488)[18];
- Isabella (1437-1465), che sposò nel 1454 Carlo il Temerario (1433-1477), duca di Borgogna[22];
- Luigi (1438-1482), principe-vescovo di Liegi[23];
- Margherita (1438-1483), che sposò nel 1472 Filippo II di Savoia (1438-1497)[22];
- Pietro (1438-1503), signore di Beaujeu, poi duca di Borbone (1488)[18];
- Caterina (v. 1440-1469), che sposò nel 1463 Adolfo di Gueldre (1438-1477)[22];
- Giacomo (v. 1443-1468)[24];
- Giovanna (morta nel 1483), che sposò nel 1467 Giovanni IV di Chalon-Arlay (1443-1502), principe d'Orange[22].

## Ascendenza
|                              |                    |                            | Genitori                         |  |  | Nonni |  |  | Bisnonni               |  |  | Trisnonni             |  |
|                              |                    |                            |                                  |  |  |       |  |  | Giovanni II di Francia |  |  | Filippo VI di Francia |  |
|                              |                    |                            |                                  |  |  |       |  |  | Giovanni II di Francia |  |  | Filippo VI di Francia |  |
|                              |                    | Giovanna di Borgogna       |                                  |  |  |       |  |  | Giovanni II di Francia |  |  |                       |  |
| Filippo II di Borgogna       |                    |                            |                                  |  |  |       |  |  | Giovanni II di Francia |  |  |                       |  |
|                              |                    | Bona di Lussemburgo        | Giovanni I di Lussemburgo        |  |  |       |  |  |                        |  |  |                       |  |
|                              |                    | Bona di Lussemburgo        | Giovanni I di Lussemburgo        |  |  |       |  |  |                        |  |  |                       |  |
|                              |                    | Bona di Lussemburgo        | Elisabetta di Boemia             |  |  |       |  |  |                        |  |  |                       |  |
| Giovanni di Borgogna         |                    | Bona di Lussemburgo        |                                  |  |  |       |  |  |                        |  |  |                       |  |
|                              |                    | Luigi II di Fiandra        | Luigi I di Fiandra               |  |  |       |  |  |                        |  |  |                       |  |
|                              |                    | Luigi II di Fiandra        | Luigi I di Fiandra               |  |  |       |  |  |                        |  |  |                       |  |
|                              |                    | Luigi II di Fiandra        | Margherita I di Borgogna         |  |  |       |  |  |                        |  |  |                       |  |
| Margherita III delle Fiandre |                    | Luigi II di Fiandra        |                                  |  |  |       |  |  |                        |  |  |                       |  |
|                              |                    | Margherita di Brabante     | Giovanni III di Brabante         |  |  |       |  |  |                        |  |  |                       |  |
|                              |                    | Margherita di Brabante     | Giovanni III di Brabante         |  |  |       |  |  |                        |  |  |                       |  |
|                              |                    | Margherita di Brabante     | Maria d'Évreux                   |  |  |       |  |  |                        |  |  |                       |  |
| Agnese di Borgogna           |                    | Margherita di Brabante     |                                  |  |  |       |  |  |                        |  |  |                       |  |
|                              | Ludovico il Bavaro | Ludovico II del Palatinato |                                  |  |  |       |  |  |                        |  |  |                       |  |
|                              | Ludovico il Bavaro | Ludovico II del Palatinato |                                  |  |  |       |  |  |                        |  |  |                       |  |
|                              | Ludovico il Bavaro | Matilde d'Asburgo          |                                  |  |  |       |  |  |                        |  |  |                       |  |
| Alberto I di Baviera         | Ludovico il Bavaro |                            |                                  |  |  |       |  |  |                        |  |  |                       |  |
|                              |                    | Margherita II di Hainaut   | Guglielmo I di Hainaut           |  |  |       |  |  |                        |  |  |                       |  |
|                              |                    | Margherita II di Hainaut   | Guglielmo I di Hainaut           |  |  |       |  |  |                        |  |  |                       |  |
|                              |                    | Margherita II di Hainaut   | Giovanna di Valois               |  |  |       |  |  |                        |  |  |                       |  |
| Margherita di Baviera        |                    | Margherita II di Hainaut   |                                  |  |  |       |  |  |                        |  |  |                       |  |
|                              |                    | Ludovico I il Giusto       | Boleslao III il Prodigo          |  |  |       |  |  |                        |  |  |                       |  |
|                              |                    | Ludovico I il Giusto       | Boleslao III il Prodigo          |  |  |       |  |  |                        |  |  |                       |  |
|                              |                    | Ludovico I il Giusto       | Margherita di Boemia             |  |  |       |  |  |                        |  |  |                       |  |
| Margherita di Brieg          |                    | Ludovico I il Giusto       |                                  |  |  |       |  |  |                        |  |  |                       |  |
|                              |                    | Agnese di Sagan            | Enrico IV il Fedele              |  |  |       |  |  |                        |  |  |                       |  |
|                              |                    | Agnese di Sagan            | Enrico IV il Fedele              |  |  |       |  |  |                        |  |  |                       |  |
|                              |                    | Agnese di Sagan            | Matilde di Brandeburgo-Salzwedel |  |  |       |  |  |                        |  |  |                       |  |
|                              |                    | Agnese di Sagan            |                                  |  |  |       |  |  |                        |  |  |                       |  |

### Fonti primarie
- (LA)  (FR)  Titres de la maison ducale de Bourbon
- (LA)  Chronologia Johannes de Bek.
- (LA)  Scriptores rerum silesiacarum: oder, Sammlung schlesischer ..., Volume 1

### Letteratura storiografica
- (FR)  Histoire généalogique et chronologique de la maison royale de France, tomus I.
- (FR)  #ES Histoire du Bourbonnais et des Bourbons qui l'ont possédé, Volume 1.
- (FR)  Histoire généalogique et chronologique de la maison royale de France, tomus III.
- Bayley, Francis, The Bailleuls of Flanders and the Bayleys of Willow Hall, (Spottiswoode & Co.:London, 1881).
- (EN) Kaplan S. C., Transmission of Knowledge to and between Women in 15th-Century France : Agnès de Bourgogne's Education and Library, in Thèse de doctorat (littérature française), Santa Barbara, University of California, 2016.
- André Leguai, « Agnès de Bourgogne, duchesse de Bourbon », Études bourbonnaises, n° 276, 1996, pp. 405-417.
- Hanno Wijsman et Ilona Hans-Collas, « Le livre d'heures et de prières d'Agnès de Bourgogne, duchesse de Bourbon », Art de l'enluminure, vol. 29, 2009, p. 20-47